# Karel Boublík

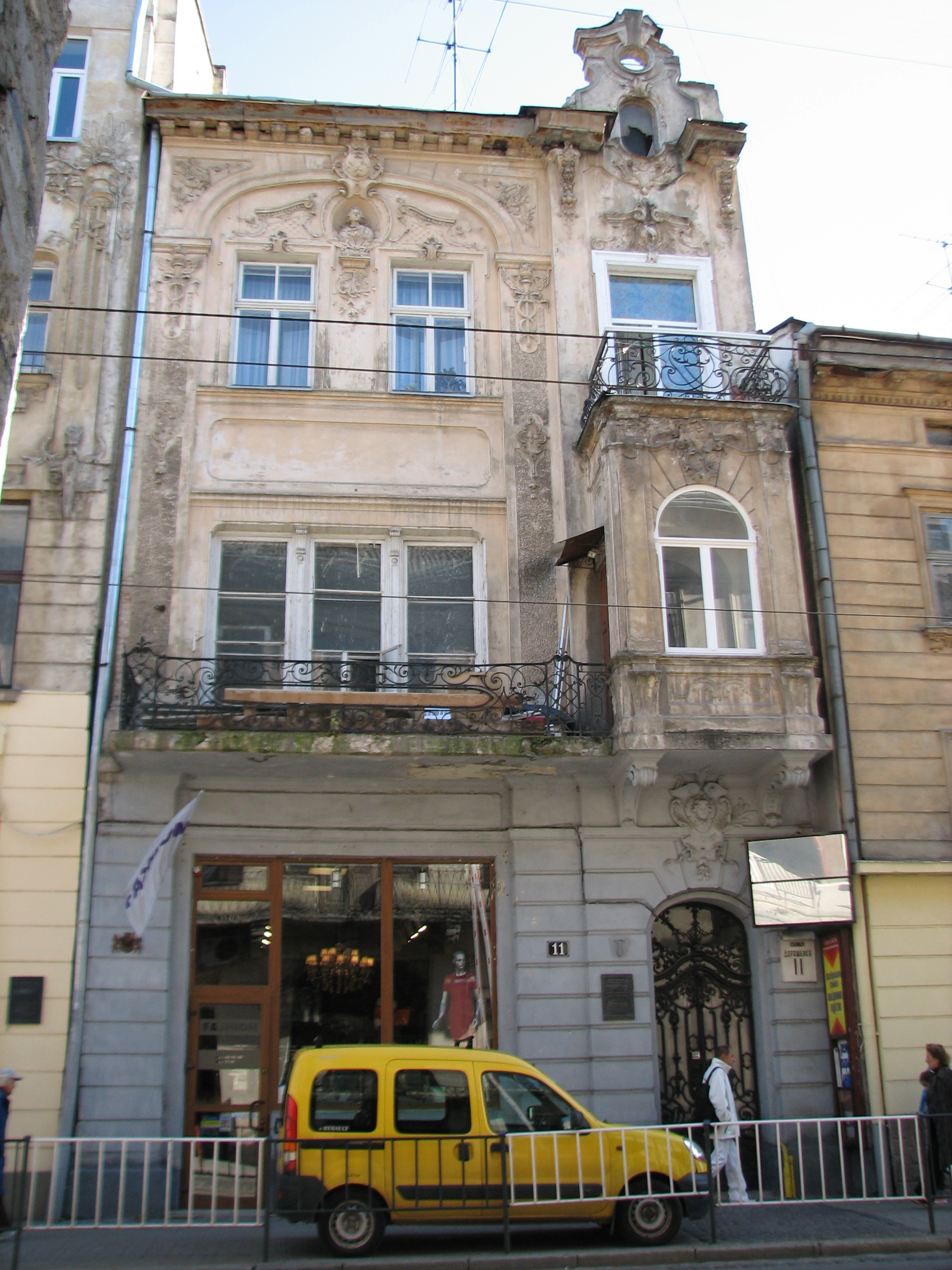
Kamienica tzw. "Dom Chopina" przy ulicy Petra Doroszenki 11, Lwów

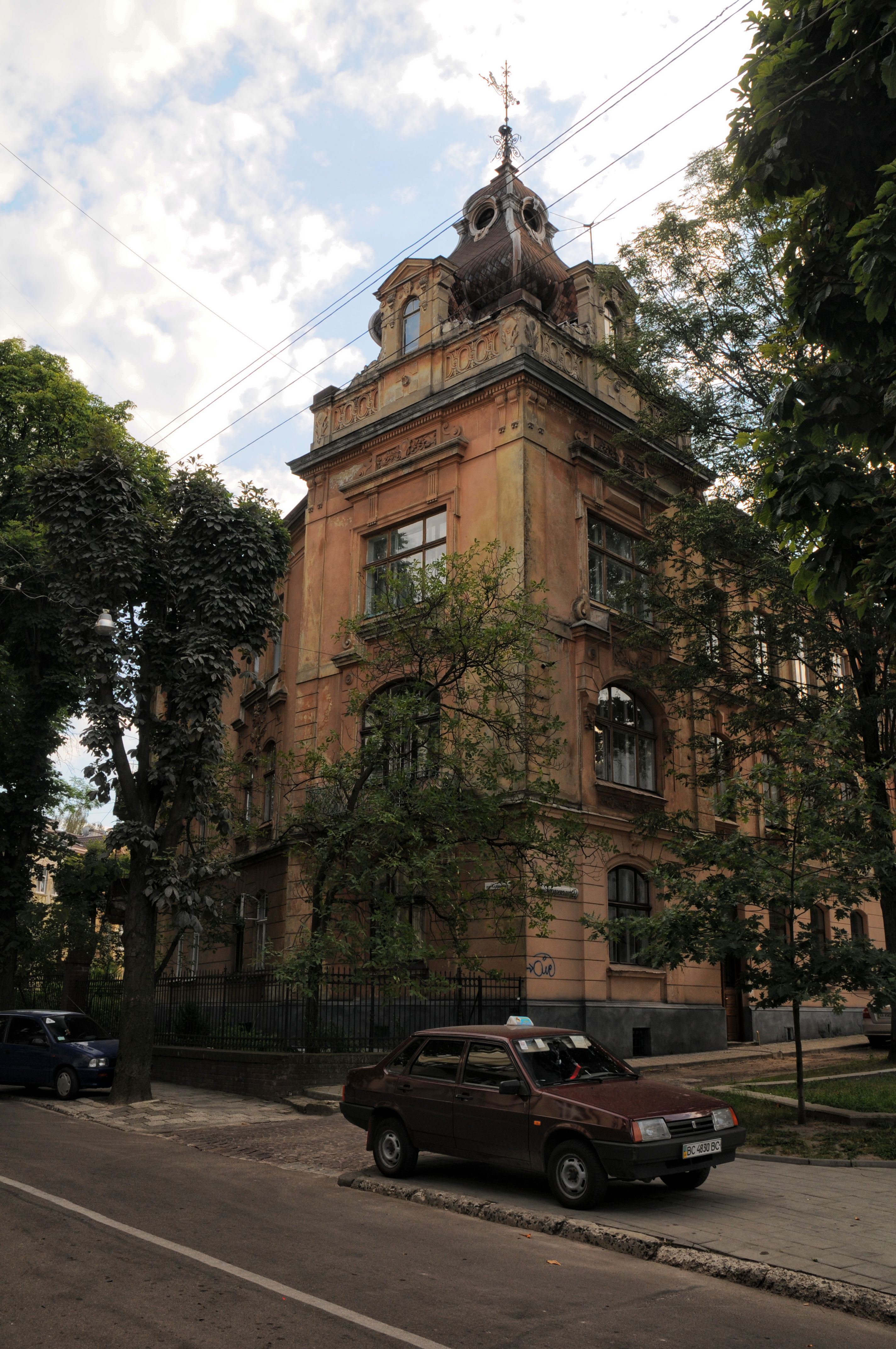
Kamienica przy ulicy Iwana Kotlarewskiego (Na Bajkach) 22, Lwów

Karel Boublík (ur. 1868 w Kolincu, Czechy, zm. 1 maja 1925 we Lwowie) – czeski architekt od 1880 związany ze Lwowem.

## Życiorys
Ukończył Wyższą Szkołę Techniczno-Budowlaną w Brnie, w 1880 zamieszkał we Lwowie. Od 1888 do 1889 pracował jako rysownik, a następnie przez pięć lat praktykował w pracowni architektonicznej Jana Lewińskiego. W 1894 otrzymał funkcję kierownika budowy największego obiektu Powszechnej Wystawy Krajowej we Lwowie tj. zaprojektowanego przez Franciszka Skowrona Pałacu Przemysłu. Od 1894 przez dwa lata kierował biurem architektonicznym Jana Lewińskiego, 29 listopada 1896 zdał egzamin i otrzymał uprawnienia architekta. Został członkiem Towarzystwa Uprawnionych Architektów. Kierował Towarzystwem "Česka beseda", ponadto był aktorem amatorem.

## Dorobek architektoniczny
- Łuk triumfalny wybudowany na cześć przybycia do Lwowa cesarza Austrii, dekoracja rzeźbiarska Antoniego Popiela, Stanisława Lewandowskiego i Mikołaja Harasymowicza;
- Obiekty Powszechnej Wystawy Krajowej we Lwowie:
  - Pawilon Lwowski (wspólnie z Juliuszem Hochbergerem);
  - Pawilon higieny;
  - Hala koncertowa z malowidłami ściennymi;
- Kamienica tzw. "Dom Chopina" przy ulicy Petra Doroszenki 11 (Sykstuska, od 1938 Obrońców Lwowa) /1898/; (elewacja projektu Bronisława Sołtysa);
- Kamienica przy ulicy Pantalejmona Kulisza 1 (Słoneczna) /1898/; (elewacja projektu Bronisława Sołtysa);
- Zespół budynków "Pod pawiami" przy ulicy Iwana Kotlarewskiego (Na Bajkach) 20-22 /1898/; (elewacja projektu Bronisława Sołtysa);
- Zespół budynków przy ulicy Parkowej 6-8-10-12 (Kazimierza Pułaskiego) /1898-1899/;
- Kamienice przy ulicy Iwana Rutkowicza 10-12-16 (Henryka Dąbrowskiego) /1898/;
- Kamienice przy placu Sobornym (Plac Bernardyński):
  - pod numerem 1 (współautor Edgar Kováts) /1897-1899/;
  - pod numerem 2, 2a (Plac Bernardyński) (elewacja z rzeźbami Bronisława Sołtysa) /1897-1899/;
- Budynek przy ulicy Łyczakowskiej 16 /1899/;
- Budynki przy ulicy Ołeksandra Koniskiego 2 i 4 (Ochronek) /1900/;
- Przebudowa oficyn przy Piekarskiej 11 na atelier Dawida Mazura /1899 i 1905/;
- Kamienica przy ulicy Strzelców Siczowych 11 (3-go maja) /1901/;
- Kamienica przy placu Halickim 7 /1902/;
- Zespół budynków przy ulicy Tarasa Szewczenki 2, 4 (Janowska) i Mykoły Leontowycza (św. Anny) 1 /1909/;
- Kamienica przy ulicy Pawła Grabowskiego 6 (św. Łazarza) zbudowana na zamówienie Karola Untsa z jego rzeźbami na elewacji /1911/;
- Kamienica przy ulicy Generała Chuprynki 47 (Andrzeja Potockiego) /1911/;
- Kamienica przy ulicy Pidwalnej 3 (Podwale) /1912/;
- Dom Towarzystwa "Sokół" w Chodorowie /1912/;